# Don Cristóbal Suárez de Ribera (Velázquez)
Don Cristóbal Suárez de Ribera es una pintura al óleo de Velázquez firmada con monograma de difícil lectura DOVZ o DLZ y fechado en 1620, conservado actualmente por depósito de la Hermandad de San Hermenegildo en el Museo de Bellas Artes de Sevilla.

## Historia y descripción
El retratado fundó en Sevilla la capilla o ermita de San Hermenegildo, construida entre 1607 y 1616, donde siempre estuvo el lienzo, asignado a Francisco de Herrera el Viejo en un inventario de 1795, hasta su depósito en el Museo de Bellas Artes tras ser restaurado en 1910. Suárez de Ribera fue padrino de bautizo de Juana Pacheco, casada con Velázquez en abril de 1618, y falleció el mismo año, el 13 de octubre, con sesenta y ocho años de edad. Se trata, pues, de un retrato póstumo, en el que el rostro del retratado no refleja la edad que podía tener en el momento de conocerlo Velázquez. 
El sacerdote retratado, devoto de san Hermenegildo, aparece de rodillas en un salón desnudo. Al fondo un amplio vano deja ver las copas de unos árboles frondosos y unas nubes interpuestas al sol. En alto las armas de la hermandad: una cruz con guirnalda de rosas entre un hacha (instrumento del martirio del santo) y una palma enlazadas por una corona sobre fondo rojo. 
Al ser limpiado el cuadro en 1910 -cuando se atribuía a la escuela sevillana- apareció en el muro bajo la ventana la fecha, 1620, y un monograma, diversamente leído «DOVZ» o «DLZ» (D,V y Z entrelazadas, la O como círculo reducido sobre el trazo vertical de la d, podría ser también el punto de una i), interpretado como el monograma de Velázquez, aunque de él se han ofrecido otras lecturas, siendo a partir de entonces admitido de forma unánime por la crítica como obra de Velázquez, no obstante advertirse el mal estado de conservación, con pérdidas de pintura y abrasiones. Sólo el hecho de tratarse de un retrato póstumo justificaría la falta de verdad que hay en el blando rostro reducido, por otra parte, a una pequeña mancha en un lienzo demasiado grande y vacío, muy lejos del coetáneo retrato de La venerable madre Jerónima de la Fuente. 
El tipo de retrato, cuyo modelo podrían ser los retratos funerarios orantes propios de la escultura, guarda concomitancias también con el del donante, normalmente incorporado al espacio en que se desarrolla la escena sagrada. Pero el hecho de que la imagen del titular de la capilla fuese en esta ocasión de bulto pudo determinar esta elección para un retrato aislado, colocado junto a la tumba del efigiado e idealmente integrado en un conjunto decorativo del que formaría parte la imagen de San Hermenegildo, atribuida a Martínez Montañés, y el retrato velazqueño, cuyo gesto apunta hacia el altar mayor.